# Mohale's Hoek
Mohale's Hoek é um dos 10 distritos do Lesoto.

## Demografia
| 1966    | 1976    | 1986    | 1996    | 2006    |
| 109.927 | 136.311 | 173.909 | 184.034 | 176.928 |